# چک بیشه گلوسفید
چک بیشه گلوسفید (نام علمی: Saxicola insignis) پرنده‌ای از سردهٔ چک در تیرهٔ مگس‌گیران در راستهٔ گنجشک‌سانان است که در علفزارها و خارستان‌های کوهستانی مغولستان و منطقه‌های مجاور آن در روسیه زندگی می‌کند و زمستان را در نیزارها، گززارها، چمن‌زارهای خشک و نمناک، و کشتزارهای نیشکر در منطقه ترائی نپال و شمال هند می‌گذراند.